# Cold brew coffee
El cafè de preparació freda, també anomenat extracció d'aigua freda o premsat en fred, és el procés de posar en remull el cafè mòlt en aigua a temperatures fresques durant un període prolongat. Els grans mòlts gruixuts es posen en remull en aigua durant unes 12 a 24 hores.

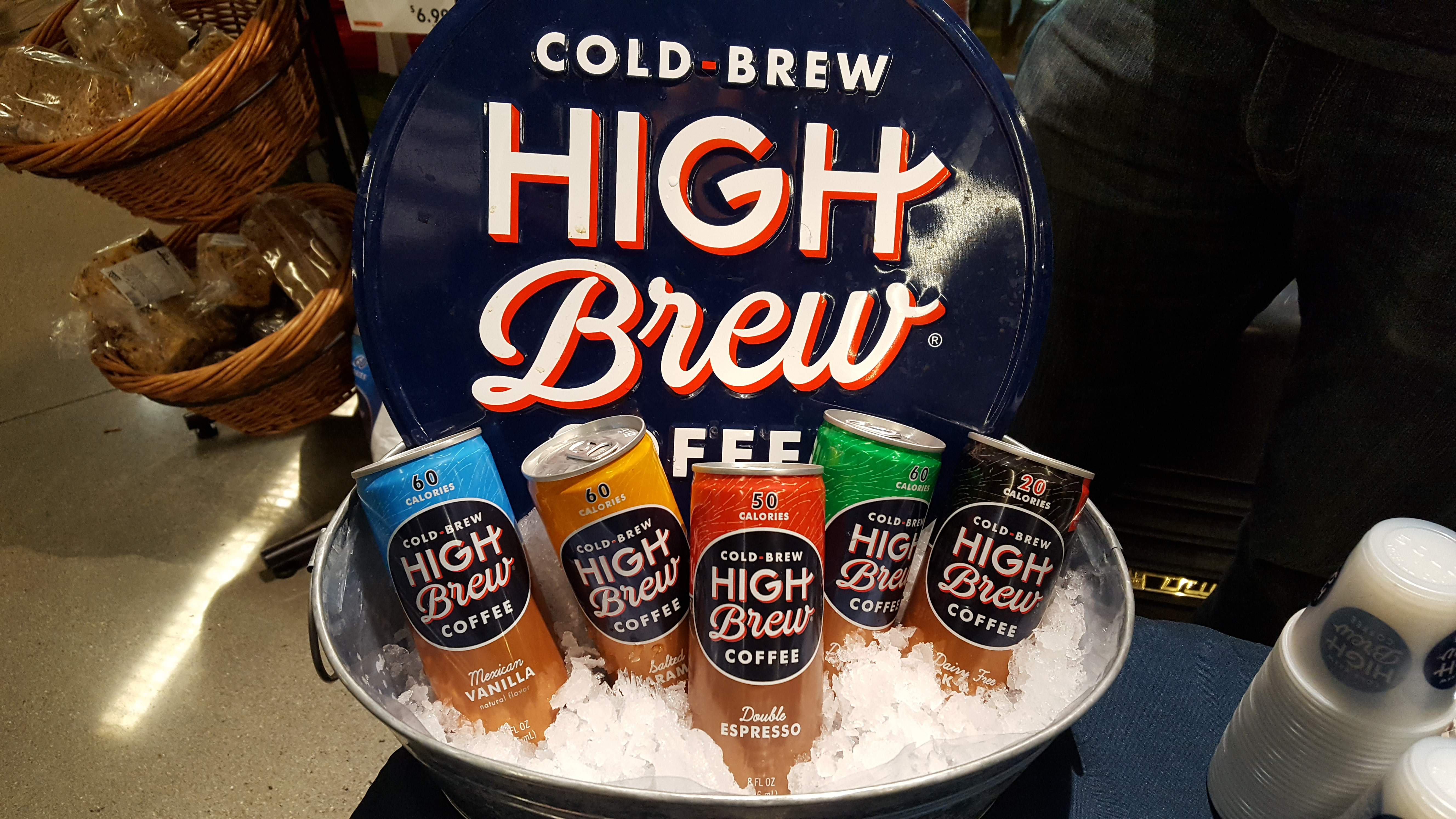
Exhibició de cafès freds en un supermercat

L'aigua es manté normalment a temperatura ambient, però també es pot utilitzar aigua refrigerada. Després d'haver deixat en remull els grans, es filtren fora de l'aigua amb un filtre de cafè de paper, un tamís de metall fi (per exemple, en una premsa francesa ) o feltre. El resultat és un concentrat de cafè que es dilueix amb aigua o llet, i fins i tot de vegades es serveix calent, però sovint se serveix refrigerat, sobre gel o barrejat amb gel i altres ingredients com la xocolata.

## Història
El cafè fred és originari del Japó, on ha estat un mètode tradicional d'elaboració de cafè durant segles. L'elaboració de cafè per goteig lent, també coneguda com a estil de Kyoto, o com a cafè holandès a l'Àsia oriental (pel nom de les essències de cafè portades a Àsia pels holandesos), es refereix a un procés en què es fa degotejar aigua a través dels grans de cafè a temperatura ambient durant moltes hores.

## Gust
Com que els grans de cafè mòlts del cafè elaborat en fred mai entren en contacte amb l'aigua calenta, el procés de lixiviació del sabor dels grans produeix un perfil químic diferent dels mètodes d'elaboració convencionals. Els grans de cafè contenen una sèrie de parts que són més solubles a temperatures més altes, com ara la cafeïna, els olis i els àcids grassos. Tanmateix, la elaboració a una temperatura més baixa durant 24 hores produeix un contingut de cafeïna més elevat quan s'elabora amb el mateix volum en comparació amb els 6 minuts a 98 °C (208 °F). El pH del cafè fred i calent és similar, però el cafè fred té una concentració d'àcid titulable més baixa. Tant el pH com l'acidesa titulable influeixen en el gust.

## Cafè infús en fred amb gas nitro

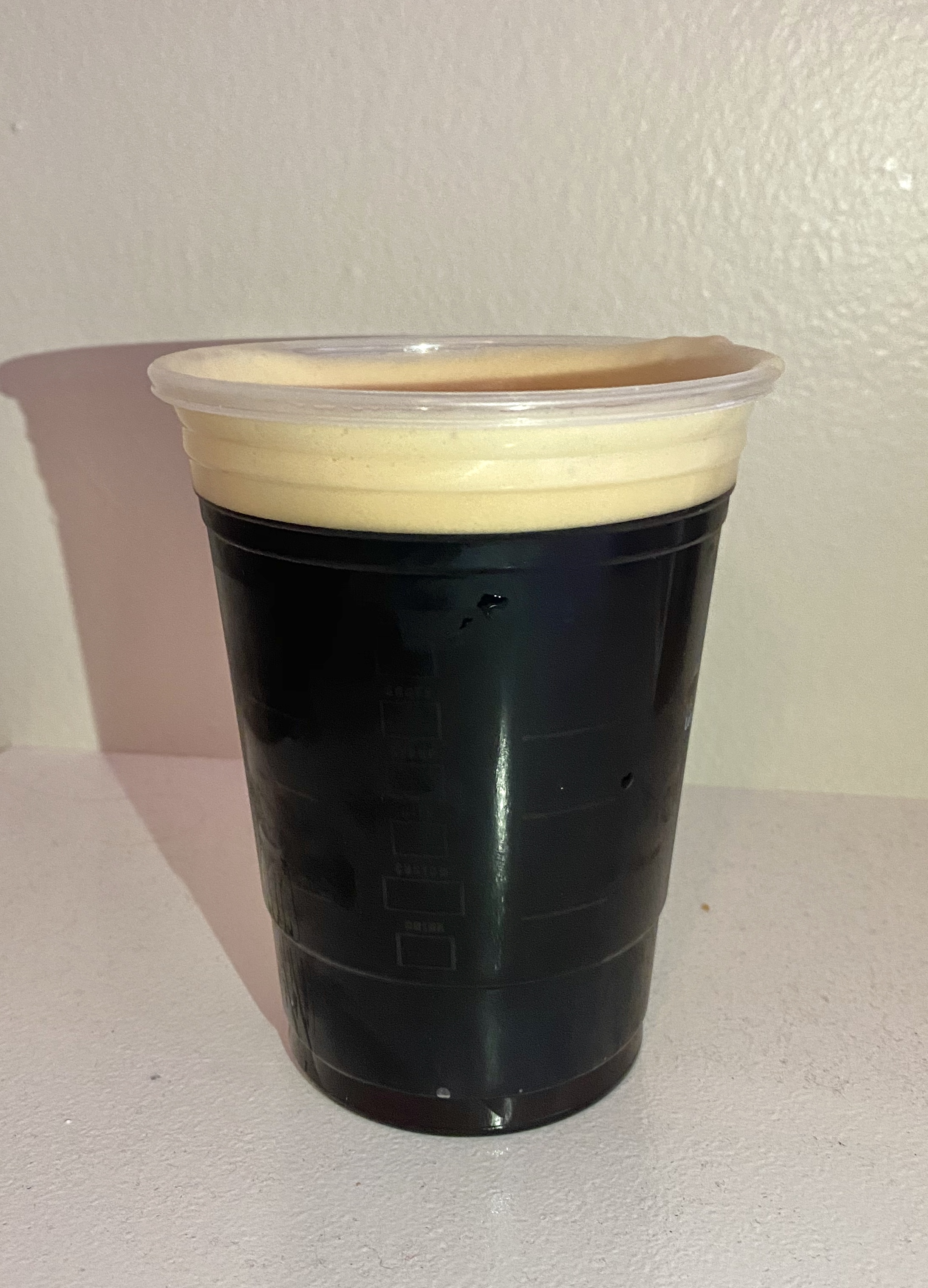
Cafè infús en fred amb gas nitro

El cafè infús en fred amb gas nitro és una variació del cafè fred que utilitza l'addició de gas nitrogenat per crear una textura suau, lliurant el cafè nitrogenat a través d'un sistema d'aixeta amb nitrogen. Es va presentar a principis dels anys 2010.